# Suzanne Pleshette
Suzanne Pleshette (ur. 31 stycznia 1937 w Nowym Jorku, zm. 19 stycznia 2008 w Los Angeles) – amerykańska aktorka filmowa, teatralna i telewizyjna.
31 stycznia 2008 otrzymała własną gwiazdę w Alei Gwiazd w Los Angeles znajdującą się przy 6751 Hollywood Boulevard.

## Życiorys

### Wczesne lata
Urodziła się w dzielnicy Brooklyn Heights koło Nowego Jorku jako córka Geraldine (z domu Kaplan), tancerki, i Eugene’a Pleshette’a, dyrektora sieci telewizyjnej. Jej rodzina była pochodzenia żydowskiego. Jej ojciec był kierownikiem sceny w Paramount Theatre na Manhattanie i Paramount Theatre na Brooklynie, a później dyrektorem sieci telewizyjnej. Ukończyła High School of Performing Arts na Manhattanie i przez jeden semestr uczęszczała na Syracuse University, a następnie przeniosła się do Finch College. Następnie ukończyła prestiżową szkołę aktorską na Manhattanie Neighborhood Playhouse School of the Theatre.

### Kariera
W 1957 zadebiutowała na Broadwayu w roli Ruth Goldenberg w Compulsion na podstawie powieści inspirowanej sprawą Leopolda i Loeba. W 1961 zastąpiła Anne Bancroft na Broadwayu w roli Annie Sullivan w przedstawieniu Williama Gibsona Cudotwórczyni.
Po raz pierwszy wystąpiła na ekranie w roli sierżant Betty Pearson w komedii The Geisha Boy (1958) z Jerrym Lewisem. Rola Prudence Bell w melodramacie Delmera Davesa Rome Adventure (1962) z Angie Dickinson przyniosła jej nominację do Złotego Globu. Wkrótce została obsadzona w roli Annie Hayworth w dreszczowcu Alfreda Hitchcocka Ptaki (1963). Była czterokrotnie nominowana do nagrody Emmy za rolę Julie Lawler w serialu NBC Doktor Kildare (1961), dwukrotnie za postać Emily Hartley w sitcomie The Bob Newhart Show (1977, 1978) oraz kreację Leony Helmsley, potentatki na rynku nieruchomości o przydomku „Queen of Mean” (Wredna Królowa) w miniserialu Królowa skąpstwa (Leona Helmsley: The Queen of Mean, 1990), za którą była też nominowana do Złotego Globu dla najlepszej aktorki w miniserialu lub filmie telewizyjnym.
Zmarła 19 stycznia 2008, 12 dni przed swoimi 71. urodzinami, w swoim domu w Los Angeles.

## Filmografia
- The Geisha Boy (1958)
- Rome Adventure (1962)
- 40 Pounds Of Trouble (1962)
- Ptaki (1963) jako Annie Hayworth
- Wall Of Noise (1963)
- A Distant Trumpet (1964)
- Fate Is the Hunter (1964)
- Youngblood Hawke (1964)
- A Rage To Live (1965)
- The Ugly Dachshund (1966)
- Nevada Smith (1966)
- Mister Buddwing (1966)
- The Adventures Of Bullwhip Griffin (1967)
- Blackbeard’s Ghost (1968)
- The Power (1968)
- If It's Tuesday, This Must Be Belgium (1969)
- Suppose They Gave A War And Nobody Came? (1970)
- Support Your Local Gunfighter! (1970)
- The Shaggy D.A (1976)
- Hot Stuff (1979)
- Oh, God Book II (1980)
- Kojak: The Belarus File (1985)
- Alone In The Neon Jungle (1988)
- Leona Helmsley: The Queen of Mean (1990)
- Król lew II: Czas Simby (1998) jako Zira (głos)
- Spirited Away: W krainie bogów (2001) jako Yubaba / Zeniba (głos, amerykański dubbing)